# Еритропоетин
Еритропоетин (англ. erythropoietin) — білок, який кодується геном EPO, розташованим у людей на довгому плечі 7-ї хромосоми. Довжина поліпептидного ланцюга білка становить 193 амінокислот, а молекулярна маса — 21 307.
| 10         |  | 20         |  | 30         |  | 40         |  | 50         |
| ---------- |  | ---------- |  | ---------- |  | ---------- |  | ---------- |
| MGVHECPAWL |  | WLLLSLLSLP |  | LGLPVLGAPP |  | RLICDSRVLE |  | RYLLEAKEAE |
| NITTGCAEHC |  | SLNENITVPD |  | TKVNFYAWKR |  | MEVGQQAVEV |  | WQGLALLSEA |
| VLRGQALLVN |  | SSQPWEPLQL |  | HVDKAVSGLR |  | SLTTLLRALG |  | AQKEAISPPD |
| AASAAPLRTI |  | TADTFRKLFR |  | VYSNFLRGKL |  | KLYTGEACRT |  | GDR        |

A: Аланін

C: Цистеїн

D: Аспарагінова кислота

E: Глутамінова кислота

F: Фенілаланін

G: Гліцин

H: Гістидин

I: Ізолейцин

K: Лізин

L: Лейцин

M: Метіонін

N: Аспарагін

P: Пролін

Q: Глутамін

R: Аргінін

S: Серин

T: Треонін

V: Валін

W: Триптофан

Цей білок за функцією належить до гормонів.
Секретований назовні.

### Історія відкриття
У 1905 році Поль Карно, професор медицини в Парижі, і його помічниця, Клотільда Ерік Дефляндр припустили, що виробництво червоних кров'яних тілець регулюють гормони. Після проведення експериментів на кроликах, які були піддані кровопускання, Карно і Ерік Дефляндр віднесли збільшення в еритроцитах у кроликів гематропного фактора, який називається гемопоетіни. Єва Бонсдорф і Єва Джалавісто продовжили вивчати виробництво червоних клітин і пізніше назвали гемотропное речовина еритропоетином. Подальші дослідження К. Р. Рейсмана і Аллана Дж. Ерслева про існування ЕРО показали, що в крові циркулює деяка субстанція, здатна стимулювати вироблення червоних кров'яних клітин і збільшення гематокриту. Ця речовина була, нарешті, очищено, і було підтверджено, що це еритропоетин, що відкривало нові можливості для використання EPO при таких захворюваннях, як анемія.
Гематолог Джон Адамсон і нефролог Джозеф У. Ешбах спостерігали за різними формами ниркової недостатності і роллю природного гормону EPO у формуванні червоних кров'яних клітин. Вивчаючи овець та інших тварин, в 1970-і роки двоє вчених встановили, що еритропоетин стимулює вироблення еритроцитів в кістковому мозку і може привести до лікування анемії у людей. У 1968 році Гольдвасер і Кунг почали роботу по очищенню ЕРО людини. До 1977 року їм вдалося домогтися того, що навіть дуже мала кількість речовини порядку міліграмів могло бути очищено до дев'яносто п'яти відсоткової ступеня чистоти. Чистий ЕРО дозволяє ідентифікувати послідовність амінокислот і ізолювати ген. Пізніше NIH-який фінансується (NIH — національне медичне дослідницьке агентство) дослідник в Колумбійському університеті відкрив спосіб синтезування еритропоетину. Колумбійський університет запатентував техніку, ліцензію отримала компанія Amgen (американська багатонаціональна біофармацевтичних компанія). Почалися суперечки за справедливий розподіл нагород, адже роботу Amgen фінансував NIH, а роботу Гольдвассера ніхто не фінансував.
У 1980 році Адамсон, Джозеф В. Ешбах, Джоан С. Егрі, Майкл Р. Даунінг і Джеффрі К. Броун провели клінічне випробування в Northwest Kidney Centers зі штучною форми гормону епогена (епоетин альфа), виробленого в Amgen. Дослідження пройшли успішно, і результати були опубліковані в New England Journal of Medicine в січні 1987 року.

##### Фізіологічна роль
Еритропоетин — фізіологічний стимулятор еритропоезу. Секретується в нирках і в перисинусоїдальних клітинах печінки. Виробництво еритропоетину печінкою переважає в ембріональний і перинатальний періоди, в той час як ниркова секреція переважає протягом зрілого віку. Він активує мітоз і дозрівання еритроцитів із клітин-попередників еритроцитарного ряду. Секреція еритропоетину нирками посилюється при крововтраті, різних анемічних станах (залізо, фолат- і B12-дефіцитних анеміях, анеміях, пов'язаних з ураженнями кісткового мозку та ін.), При ішемії нирок (наприклад, при травматичному шоці), при гіпоксичних станах.
Секреція еритропоетину нирками також посилюється під впливом глюкокортикоїдів, що служить одним з механізмів швидкого підвищення рівня гемоглобіну та кисень-постачає здатності крові при стресових станах. Рівень гемоглобіну і кількість еритроцитів у крові підвищуються вже через кілька годин після введення екзогенного еритропоетину.
Еритропоетин викликає посилене споживання кістковим мозком заліза, міді, вітаміну B12 і фолатів, яке призводить до зниження рівнів заліза, міді і вітаміну B12 в плазмі крові, а також зниження рівнів транспортних білків — феритину і транскобаламіна.
Еритропоетин підвищує системний артеріальний тиск. Він також збільшує в'язкість крові за рахунок збільшення співвідношення еритроцитарної маси до плазми крові.

###### Механізм утворення еритропоетину
Визначальним в утворенні еритропоетину є кисневий режим в цілому організмі і зокрема нирок. Структурною основою для виконання цієї функції є гемовмісний білок — цитохром. Оксиформа цього білка гальмує вироблення ІГФ-1 (індукований гіпоксією фактор), що відбувається при зниженні тиску в нирках від 40 до 20 мм рт. ст.
Відновлена форма призводить до наростання активності ІГФ-1, внаслідок чого розвивається експресія еритропоетину. Через активацію ферментів (фосфоліпази, яка збільшує активність простагландинів) відбувається стимуляція вироблення еритропоетину.

### Механізм дії
Було показано, що еритропоетин надає свої ефекти шляхом зв'язування з рецептором еритропоетину (EpoR).
Еритропоетин високо глікозильований (40 % від загального молекулярного ваги); період напіврозпаду в крові близько п'яти годин. Період напіврозпаду може варіюватися у ендогенних і різних рекомбінантних форм.
ЕРО зв'язується з рецептором еритропоетину на поверхні клітин-попередників і активує JAK2 сигнальний каскад.
Високоактивний прояв рецептора еритропоетину визначає місцезнаходження еритроїдних клітин-попередників.
Клітини-попередники мають високий рівень сприйнятливості до еритропоетину. Хоча є відомості, що рецептори еритропоетину знаходяться в ряді інших тканин (в серці, в м'язах, в нирках, в нервовій тканині), достовірність результатів цих досліджень спотворюється за рахунок наявності антитіл (anti-EpoR). Експерименти, проведені в контрольованих умовах, не підтвердили наявності рецептора в цих тканинах. У крові, еритроцити самі не реагують на рецептор еритропоетину. Проте, була знайдена непряма залежність тривалості життя еритроцитів в крові від рівня еритропоетину в плазмі крові.

#### Лікарські засоби
Рекомбінантний еритропоетин альфа
Хронічна ниркова недостатність (діалізних і предіалізние пацієнти)
Онкологічні захворювання (цитостатична терапія)
Хронічні запальні захворювання кишечника (Хвороба Крона, виразковий коліт)
Трансплантація органів і тканин
СНІД (терапія ВІЛ-інфекції зидовудином)
аутодонорство
Перед- і післяопераційний період без аутодонорства
Анемія при хронічних запальних захворюваннях
Анемія у ослаблених пацієнтів (літні люди, недоношені діти, обпалені і т. Д.)
Відмова від трансфузій алогенних гемокомпонентов
Застосовується під контролем лікаря. Введення — внутрішньовенно і підшкірно. Метою терапії є досягнення рівня гематокриту 30-35 % і гемоглобіну 110—125 г / л. Ці показники крові необхідно контролювати раз в тиждень. Дозу препарату збільшувати не частіше, ніж 1 раз в 14-30 днів, при цьому максимальна доза не повинна перевищувати 900 МО / кг / тиждень (300 МО 3 рази на тиждень). Після досягнення цільового рівня гемоглобіну, дозу знижують. При застосуванні даного препарату через 2 місяці прийому може виявлятися недолік заліза, фолієвої кислоти і вітаміну В12 (корегують медикаментозно). Необхідний контроль артеріального тиску.
Повідомляється про застосування препаратів еритропоетину (наприклад, російський препарат «Епостім») при підготовці до проведення операцій на органах травного тракту без застосування компонентів донорської крові.

#### Допінг
Нелегально застосовується як стимулятор (допінг) в деяких видах спорту (велоспорт, стрибки, бокс, біг, спортивна ходьба, бігові лижі, біатлон, триатлон і ін.). Можливість м'язів витримувати вправи на витривалість залежить від подачі кисню. Тому основна причина, по якій спортсмени використовують цей стимулятор — поліпшення доставки кисню до м'язів.
В результаті застосування еритропоетину відомий американський велогонщик Ленс Армстронг в 2012 році був довічно дискваліфікований за вживання допінгу і позбавлений всіх титулів починаючи з 1998 року. Американське антидопінгове агентство (USADA) в жовтні 2012 року опублікувало більш ніж 200-сторінкову доповідь, докладно пояснює схеми обману допінг-тестів і застосування еритропоетину і не тільки. Крім цього, в доповіді вказується, що Ленс Армстронг був ще й розповсюджувачем допінг-препаратів серед його колег.